# Wallace de Lira
Wallace de Lira (Diadema, 1 de abril de 1999), é um ativista autista, escritor e palestrante brasileiro. Estudante de Psicologia pelo Centro Universitário das Faculdades Metropolitanas Unidas, sua atuação é reconhecida por projetos voltados à inclusão, acessibilidade e combate ao capacitismo no cenário do Autismo no Brasil.

## Biografia
Wallace nasceu em Diadema, São Paulo, e permanece residente na cidade. Diagnosticado com transtorno do espectro autista, iniciou sua trajetória pública em 2022, a partir de orientações terapêuticas. Desde então, tem atuado na defesa dos direitos das pessoas autistas, abordando suas vivências em plataformas digitais, como o Instagram, onde reúne aproximadamente 127 mil seguidores.

## Ativismo e discurso público
Wallace é conhecido por seu posicionamento crítico em relação a estruturas sociais que limitam a inclusão de pessoas neurodivergentes. Em 2024, foi destaque no artigo Por um ativismo pragmático?, publicado pela Revista Autismo, no qual propôs uma abordagem realista e estratégica para o ativismo autista no Brasil.
Sua atuação também repercutiu em grandes mídias especializadas:
- Comentando o impacto de representações autistas na série Uma Advogada Extraordinária.[2]
- Avaliando políticas públicas e declarações sobre deficiência, onde solicitou retratação por uma fala do presidente Luiz Inácio Lula da Silva.[3]
- Participando de discussões sobre o Cordão de Girassol e deficiências invisíveis no portal de notícias Brasil de Fato.[4]
- No dia 6 de Maio de 2023, o apresentador Marcos Mion apresentou Wallace em publicação no seu Instagram. Na ocasião, Mion disse que “Wallace é um jovem autista que palestra sobre o espectro com muita clareza. Com uma visão motivadora e grande exemplo de união”.[5]

## Participações institucionais
Em 29 de outubro de 2024, Wallace participou de audiência pública na Comissão de Constituição e Justiça do Senado Federal do Brasil, defendendo a proibição de fogos de artifício com estampido, destacando seus efeitos nocivos à população autista.

## Eventos e palestras
Foi palestrante confirmado no Congresso Espectro e no CONOTEA 2025, maior congresso online sobre autismo do país.
Em 29 de junho de 2024, participou como convidado do 1º Congresso para Inclusão do Transtorno do Espectro Autista, realizado na Unisanta, em Santos, com apoio da Prefeitura Municipal.

## Futebol e inclusão
Wallace também atuou na defesa de acessibilidade sensorial em ambientes esportivos, sendo diretor da torcida Autistas Alvinegros, do Sport Club Corinthians Paulista. Sua fala sobre espaços adaptados foi destaque no portal Mídia NINJA, durante reportagem sobre inclusão de torcedores autistas. Deixou o movimento em 2025 para dedicar-se a carreira indívidual.

## Outras contribuições
Foi citado como referência no podcast da PUC-Campinas, compartilhando vivências sobre o TEA.  
Esteve entre os autistas convidados para participar da série O Som e a Sílaba, da Disney, dirigida por Miguel Falabella.  
É citado em diversos artigos do portal Coletivamente, como o texto Adeus, Ozzy Osbourne, onde em uma de suas falas mais marcantes, citou o falecido cantor como "alguem que ama".
Em agosto de 2025, Wallace de Lira publicou um texto nas redes sociais expressando sua gratidão a Ozzy Osbourne, relatando como a música do artista o ajudou a enfrentar o bullying durante a infância. A publicação recebeu uma curtida de Sharon Osbourne, viúva de Ozzy, gesto que Wallace descreveu como "uma das maiores conquistas emocionais da minha vida".